# Johannes I Komnenos Axouch
Johannes I Komnenos Axouch, död 1238, var regerande kejsare av Trapezunt från 1235 till 1238. 